# Mỏ đá Núi Voi
Mỏ đá Núi Voi có tên khác là mỏ đá Đồng Hỷ hay mỏ đá Chùa Hang, là một mỏ đá lớn ở huyện Đồng Hỷ, tỉnh Thái Nguyên, Việt Nam. Tài nguyên mà mỏ khai thác dựa trên nguồn đá lớn ở núi Voi.
Mỏ có hai phần. Một nằm ở xóm Sơn Thái xã Hóa Thượng, và một phần nằm ở tổ dân phố số 10, phường Chùa Hang, thành phố Thái Nguyên, tỉnh Thái Nguyên (trước tháng 10 năm 2017 là thuộc tổ dân phố số 25, thị trấn Chùa Hang, huyện Đồng Hỷ, tỉnh Thái Nguyên).

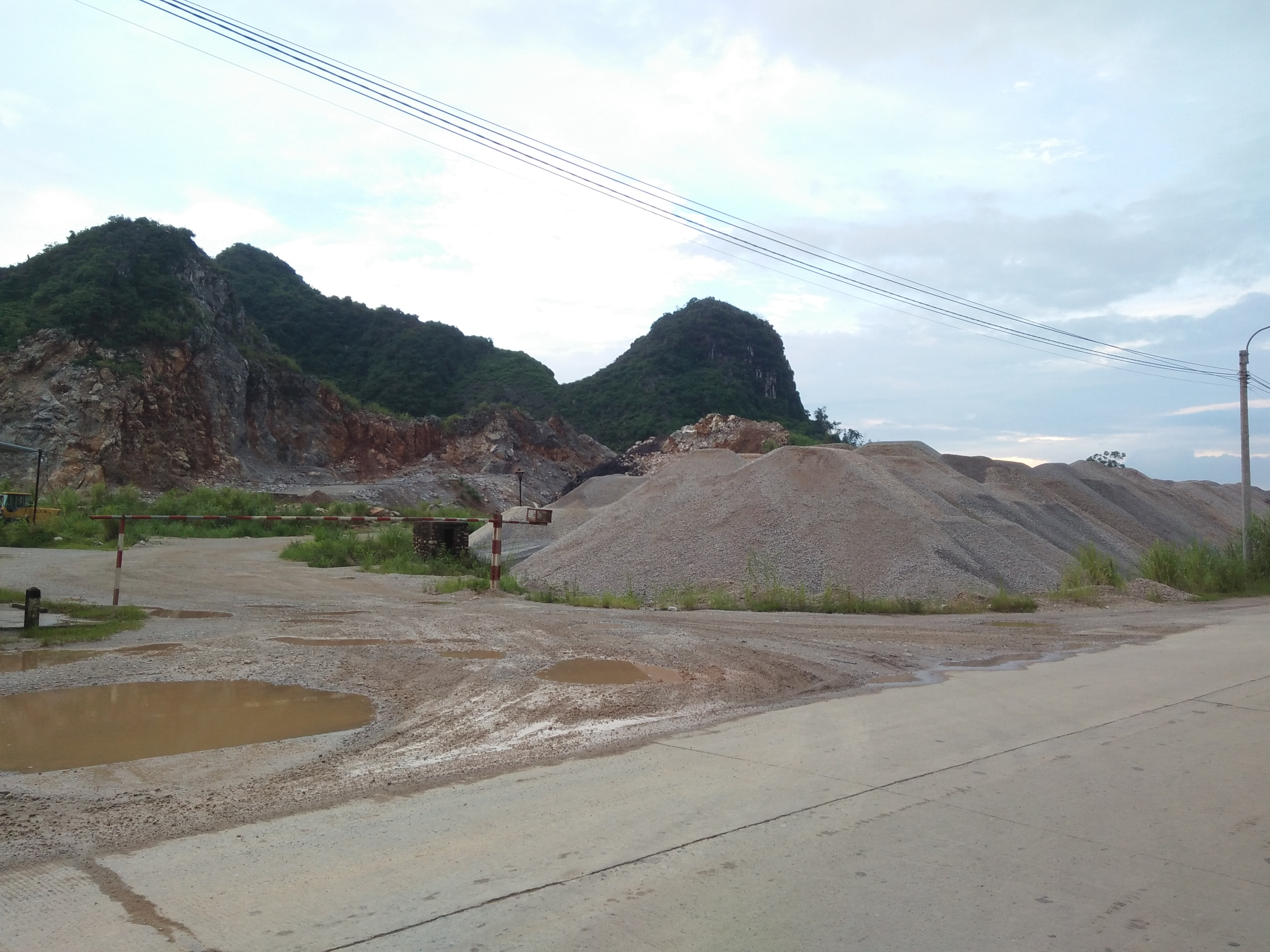
Mỏ đá Núi Voi đang hoạt động